# I racconti di avventure di Emilio Salgari
I racconti di avventure di Emilio Salgari è un periodico settimanale pubblicato tra il 1935 e il 1937 dall'Editore Sonzogno di MIlano. Sono stati pubblicati 88 numeri. Dal successivo (89º numero) fino almeno al nº 100 la pubblicazione cambiò denominazione divenendo "I Grandi Racconti d'Avventure". I numeri dal'89 in poi non sono a firma di Emilio Salgari.
Ciascun volumetto ha dimensioni di 11,5 * 17,5 cm e si compone di 32 pagine (pubblicazione in 16º).
Alcuni libretti contenevano due racconti. Il titolo del fascicolo riportava però solo il titolo del primo racconto.
Le copertine a colori erano illustrate da Silvio Talman così come dello stesso autore erano le 3 illustrazioni nel testo a tutta pagina in bianco e nero.
I volumetti stampati fino al luglio 1935 non avevano stampato il numero progressivo in copertina mentre lo contenevano le stampe successive degli stessi libretti.
Ogni libretto era costituito da 32 pagine e dalla copertina. I racconti iniziavano tutti a pagina 3 e si concludevano alla pagina 32. La lunghezza dei racconti però era variabile. Per mantenere il numero di pagine veniva variato il numero di righe per pagina ed anche il carattere di stampa. Inoltrein alcuni casi il retro delle immagini in alcuni casi era stampato mentrein altri era lasciato in bianco. In effetti quindi il numero di pagine occupate dal testo dei racconti variava da un minimo di 24 ad un massimo di 27 pagine.
Catalogo
| N° | Primo titolo                               | Secondo titolo          | Data di stampa          |
| 1  | Lo schiavo                                 | -                       | 30/05/1939 *            |
| 2  | Un eroe del mare                           |                         |                         |
| 3  | Un'avventura nel Gange                     | -                       | 15/03/1936 *            |
| 4  | Nelle foreste vergini                      | -                       | 10/08/1936 *            |
| 5  | Fra gl'indiani                             | -                       | 10/08/1936 *            |
| 6  | I cacciatori di lupi                       |                         |                         |
| 7  | Un'avventura in Siberia                    |                         |                         |
| 8  | Fra i ghiacci del Polo Artico              | -                       | 15/03/1936 *            |
| 9  | Il piccolo esploratore                     |                         |                         |
| 10 | Il corsaro del Fiume Rosso                 | -                       | 30/06/1935 15/03/1936   |
| 11 | L'aquila bianca                            |                         |                         |
| 12 | Lo stregone della Palude Nera              | -                       | 15/07/1935              |
| 13 | Un dramma nel deserto                      |                         |                         |
| 14 | Il deserto di ghiaccio                     |                         |                         |
| 15 | La perla nera                              | -                       | 10/08/1935              |
| 16 | Il vampiro della foresta                   | -                       | 10/08/1935              |
| 17 | L'isola delle scimmie                      | -                       | 30/08/1935              |
| 18 | Il baleniere                               |                         |                         |
| 19 | Nel paese dell'oro                         | -                       | 15/03/1936 *            |
| 20 | I naufragatori del Canadà                  |                         |                         |
| 21 | Le valanghe deli Urali                     |                         |                         |
| 22 | Il re degli antropofagi                    |                         |                         |
| 23 | Nel paese dei diamanto                     |                         |                         |
| 24 | Nella pampa argentina                      | -                       | 30/05/1939 *            |
| 25 | Il fanciullo rapito                        | -                       | 30/11/1937 *            |
| 26 | Perduti fra i ghiacci del Polo             |                         |                         |
| 27 | Nel regno delle tenebre                    |                         |                         |
| 28 | Le tigri del mare                          |                         |                         |
| 29 | Il negriero                                |                         |                         |
| 30 | Un dramma in aria                          |                         |                         |
| 31 | Il bisonte nero                            | -                       | 30/11/1935 30/08/1940 * |
| 32 | Lo schiavo della Somalia                   |                         |                         |
| 33 | I pescatori di merluzzi                    |                         |                         |
| 34 | La corriera della California               | -                       | 30/12/1935              |
| 35 | Il naufragio delle "Dordogna"              | -                       | 15/01/1935 15/01/1936 * |
| 36 | Il ponte maledetto                         | -                       | 15/01/1936              |
| 37 | La stella filante                          |                         |                         |
| 38 | Il boa delle caverne                       | -                       | 15/01/1936 15/11/1940   |
| 39 | L'uomo dei boschi                          | -                       | 30/01/1936              |
| 40 | Nel paese degli Zulù                       |                         | 30/01/1936              |
| 41 | La stella del Sud                          |                         |                         |
| 42 | Il piccolo guerriero del Transvaal         | -                       | 15/02/1936              |
| 43 | Il re dei re                               | -                       | 15/02/1936              |
| 44 | La capitana della "Columbia"               |                         |                         |
| 45 | Una caccia sul Maroni                      |                         |                         |
| 46 | Alla conquista della luna                  |                         |                         |
| 47 | Il pària del Guzerate                      |                         |                         |
| 48 | Il faro di Dhoriol                         |                         |                         |
| 49 | L'isola di fuoco                           |                         |                         |
| 50 | Un dramma in Persia                        |                         |                         |
| 51 | L'eroe di Karthum                          |                         |                         |
| 52 | Una bufera di polvere                      |                         |                         |
| 53 | La stella degli Afridi                     |                         |                         |
| 54 | Gli schiavi gialli                         |                         |                         |
| 55 | Il cimitero galleggiante                   | -                       | 30/05/1936              |
| 56 | La pantera nera                            | -                       | 30/05/1936              |
| 57 | Il Re di Tikuno                            | -                       | 15/06/1936              |
| 58 | Un eroe persiano                           | -                       | 15/06/1936              |
| 59 | La pioggia di fuoco                        |                         |                         |
| 60 | L'Isola del diavolo                        |                         |                         |
| 61 | I pirati del Riff                          |                         |                         |
| 62 | Un naufragio nella Florida                 | -                       | 15/07/1936              |
| 63 | L'Odissea dei naufraghi                    | -                       | 30/07/1936              |
| 64 | La tigre misteriosa                        |                         |                         |
| 65 | Il tamburino giapponese                    | Mano rossa              | 30/7/1936               |
| 66 | L'isola dei cannibali                      |                         |                         |
| 67 | La statua di Visnù                         |                         |                         |
| 68 | Fra gli indiani del Far West               |                         |                         |
| 69 | Il naufragio dell'Hansa                    |                         |                         |
| 70 | La foresta misteriosa                      |                         |                         |
| 71 | Nei mari della Papuasia                    | Nei mari indocinesi     | 15/09/1936              |
| 72 | La nave fantasma                           | Il diavolo a bordo      | 15/09/1936              |
| 73 | La caccia all'uomo                         |                         |                         |
| 74 | La barriera di fuoco                       |                         |                         |
| 75 | Una terribile avventura sul Congo          | Gli artigli del grizzly | 15/10/1936              |
| 76 | I superstiti dell'"Olimpia"                |                         |                         |
| 77 | Il ponte della morte                       |                         |                         |
| 78 | Un soldato della mezzaluna                 |                         |                         |
| 79 | Il brick maledetto                         |                         |                         |
| 80 | Negli abissi dell'oceano                   | -                       | 15/11/1936              |
| 81 | I Robinson del golfo del messico           |                         |                         |
| 82 | Sulla Costa d'oro                          | -                       | 30/11/1936              |
| 83 | Il vascello fantasma                       | -                       | 30/9/1941 *             |
| 84 | Il castello degli spiriti                  |                         |                         |
| 85 | I pescatori di Bering                      |                         |                         |
| 86 | L'isola del Mar dei sargassi               |                         |                         |
| 87 | La pesca dei tonni: i lottatori giapponesi |                         |                         |
| 88 | I predoni del gran deserto                 |                         |                         |

Le date contrassegnate con * sono successive alla prima edizione.